# Czesław Kłak (polonista)
Czesław Kłak (ur. 21 kwietnia 1935 w Hadlach Szklarskich) – historyk literatury polskiej, krytyk literacki, profesor nauk humanistycznych, w latach 1972–1975 oraz 1993–1996 prorektor Wyższej Szkoły Pedagogicznej w Rzeszowie, w latach 1972–1991 kierownik Zakładu Historii Literatury Polskiej tej uczelni.

## Życiorys
Urodził się we wsi Hadle Szklarskie pod Przeworskiem w rodzinie robotniczo-chłopskiej, jako syn Kazimierza Kłaka i Izabeli z domu Raszpla. W 1950 przyszła na świat jego młodsza siostra, Zofia Julia (imię używane: Agnieszka).
Od 1941 uczył się w Szkole Powszechnej w Hadlach Szklarskich i w Jaworniku Polskim. W 1948 podjął naukę w II Liceum Ogólnokształcącym im. Kazimierza Morawskiego w Przemyślu, gdzie zdał maturę w 1952. Następnie studiował filologię polską na Uniwersytecie Jagiellońskim, gdzie w 1956 uzyskał magisterium.
W latach 1956–1960 pracował jako nauczyciel języka polskiego w Liceum Ogólnokształcącym im. Mikołaja Kopernika w Jarosławiu. W 1961 był bibliotekarzem w Wojewódzkiej Bibliotece Pedagogicznej w Rzeszowie. Następnie został zatrudniony jako dziennikarz w redakcji Nowin Rzeszowskich, gdzie w latach 1961–1963 redagował dodatek kulturalny Widnokrąg. Na jego łamach debiutował w 1961 artykułem Jan Zachariasiewicz – zapomniany pisarz z Radymna (nr 8). Następnie do 1966 publikował na łamach Nowin Rzeszowskich m.in. recenzje teatralne. Artykuły, recenzje i felietony zamieszczał także w Kwartalniku Rzeszowskim (1966–1967) oraz jego kontynuacji Profilach (1968, 1970–1972, 1976), a także w dwumiesięczniku Ruch Literacki (1967–1972).
W listopadzie 1963 został zatrudniony w Zakładzie Literatury Polskiej nowo powstałego Studium Wydziału Filologiczno-Historycznego w Rzeszowie Wyższej Szkoły Pedagogicznej w Krakowie. Początkowo pracował na godzinach zleconych. Od 1964 podjął pracę na etacie starszego asystenta w Katedrze Literatury i Języka Polskiego. Od 1965 kontynuował pracę w Zakładzie Literatury Polskiej Wyższej Szkoły Pedagogicznej w Rzeszowie, która uzyskała autonomię jako odrębna uczelnia wyższa.
W 1966 w pracy zbiorowej Z tradycji kulturalnych Rzeszowa i Rzeszowszczyzny opublikował rozprawę Literacka młodość Jana Zachariasiewicza, którą uznał później za swój właściwy debiut naukowy. W 1969 uzyskał stopień doktora na WSP w Krakowie na podstawie rozprawy Powieści historyczne Jana Zachariasiewicza napisanej pod kierunkiem Wincentego Danka. Otrzymał stanowisko adiunkta na WSP w Rzeszowie. W 1981 Katedrze Literatury i Języka Polskiego WSP w Rzeszowie, w której był zatrudniony została przekształcona w Instytut Filologii Polskiej.
W latach 1972–1975 był prorektorem Wyższej Szkoły Pedagogicznej w Rzeszowie. W 1972 objął kierownictwo Zakładem Literatury Polskiej, który w 1978 został przemianowany na Zakład Historii Literatury Polskiej WSP w Rzeszowie. Kierował nim do 1991. W 1979 został członkiem Towarzystwa Literackiego im. Adama Mickiewicza. W latach 1993–2008 był prezesem Oddziału Rzeszowskiego tego towarzystwa.
W 1990 na Uniwersytecie Jagiellońskim uzyskał habilitację na podstawie rozprawy Polski Leonidas. Rzecz o legendzie historycznej i literackiej generała Józefa Sowińskiego. W tym samym roku uzyskał stanowisko docenta, a w 1991 uzyskał stanowisko profesora nadzwyczajnego WSP w Rzeszowie. Od 1991 aż do przejścia na emeryturę w 2005 był kierownikiem Zakładu Literatury Romantyzmu i Pozytywizmu Instytutu Filologii Polskiej Wyższej Szkoły Pedagogicznej w Rzeszowie. W 1998 uzyskał tytuł naukowy profesora i stanowisko profesora zwyczajnego WSP w Rzeszowie (od 2001 Uniwersytet Rzeszowski).
W pracy badawczej Czesław Kłak zajął się literaturą polską XIX wieku, w tym szczególnie powieścią historyczną oraz legendą powstania listopadowego w historiografii i literaturze. Interesował się epistolografią i działalnością naukową Stanisława Pigonia; koordynował sprowadzenie do Rzeszowa jego księgozbioru. Opublikował kilka autorskich książek monograficznych i był redaktorem kilku kolejnych wydawnictw zbiorowych. W 1968 opublikował rozprawę Teoretyczne problemy powieści biograficznej. Rozprawy i eseje publikował w „Pracach Humanistycznych Rzeszowskiego Towarzystwa Przyjaciół Nauk” (1970), „Roczniku Naukowo-Dydaktycznym WSP w Rzeszowie” (1975–1980, 1984, „Roczniku Komisji Historycznoliterackiej PAN” (1979), „Kwartalniku Historii Prasy Polskiej” (1986).
W latach 1991–2001 był redaktorem naczelnym Zeszytów Naukowych Wyższej Szkoły Pedagogicznej w Rzeszowie. Seria Filologiczna (Historia Literatury). W latach 1993–1996 ponownie obejmował stanowisko prorektora Wyższej Szkoły Pedagogicznej w Rzeszowie. Publikował artykuły i recenzje m.in. w Ojczyźnie-Polszczyźnie (1993–1995), Frazie (1999–2004), Tygodniku Powszechnym (1999), Tyczyńskich Zeszytach Naukowych (2001, 2005), Ruchu Literackim (2002, 2008), Nowej Polszczyźnie (2005, 2007), Przeglądzie Humanistycznym (2007), Gazecie Uniwersyteckiej Pracowników i Studentów Uniwersytetu Rzeszowskiego (2008), rzeszowskiej Gazecie Uniwersyteckiej (2010), Tematach i Kontekstach (2012, 2016), Wieku XIX (2014), Pamiętniku Literackim (2016), Frazie (2017). Był członkiem Komitetu Nauk o Literaturze Polskiej Polskiej Akademii Nauk.
Mieszka w Hadlach Szklarskich.

## Publikacje książkowe
Monografia autorskie
- Polski Leonidas. Rzecz o legendzie historycznej i literackiej generała Józefa Sowińskiego. Warszawa: Ludowa Spółdzielnia Wydawnicza, 1986. Brak numerów stron w książce
- Romantyczne tematy i dylematy. Echa powstania listopadowego w literaturze, historiografii i publicystyce. Rzeszów: Wydawnictwo Wyższej Szkoły Pedagogicznej w Rzeszowie, 1992. Brak numerów stron w książce
- Stanisław Pigoń. Szkice do portretu. Rzeszów: Wydawnictwo Wyższej Szkoły Pedagogicznej w Rzeszowie, 1993. Brak numerów stron w książce
- Pisarze galicyjscy. Szkice literackie. Rzeszów: Wydawnictwo Wyższej Szkoły Pedagogicznej w Rzeszowie, 1994. Brak numerów stron w książce
- Dialog o dialogu. Marii Danilewicz Zielińskiej podzwonne. Rzeszów: Wydawnictwo Uniwersytetu Rzeszowskiego, 2003. Brak numerów stron w książce
- Pigoń. Rzeszów: Wydawnictwo Uniwersytetu Rzeszowskiego, 2013. Brak numerów stron w książce

Redakcje
- Wokół Stanisława Pigonia. Nad warsztatem naukowym i literackim Uczonego. Rzeszów: Krajowa Agencja Wydawnicza, 1983. Brak numerów stron w książce Redakcja naukowa i wstęp: Czesław Kłak.
- Stanisław Pigoń: Z Komborni w świat. Wspomnienia młodości. Warszawa: Ludowa Spółdzielnia Wydawnicza, 1983. Brak numerów stron w książce Wstępem, przypisami oraz indeksami opatrzył Czesław Kłak.
- Władysław Łoziński: Skarb watażki. Powieść z końca XVIII wieku. Rzeszów: Krajowa Agencja Wydawnicza, 1990. Brak numerów stron w książce Przypisy i posłowie: Czesław Kłak.
- Literatura – język – kultura. Rzeszów: Wydawnictwo Wyższej Szkoły Pedagogicznej w Rzeszowie, 1995, seria: Galicja i jej Dziedzictwo. Brak numerów stron w książce Redakcja: Czesław Kłak, Marta Wyka.
- Maria Danilewiczowa, Stanisław Pigoń: Dialog korespondencyjny (1958–1968). Rzeszów: Wydawnictwo Wyższej Szkoły Pedagogicznej w Rzeszowie, 1996. Brak numerów stron w książce Do druku przygotował, wstępem i komentarzem opatrzył Czesław Kłak.
- Chłopi, naród, kultura. T. 3. Oblicze duchowe. Materiały konferencyjne III Sekcji I Kongresu Historyków Wsi i Ruchu Ludowego, 1–3 VI 1995 w Rzeszowie. Rzeszów: Wydawnictwo Wyższej Szkoły Pedagogicznej w Rzeszowie, 1997. Brak numerów stron w książce Pod redakcją Czesława Kłaka.
- Non omnis moriar. Studia i szkice o Stanisławie Pigoniu. Rzeszów: Wydawnictwo Wyższej Szkoły Pedagogicznej w Rzeszowie, 1997. Brak numerów stron w książce Pod redakcją Czesława Kłaka.
- Pogranicze kultur. Materiały z konferencji naukowej zorganizowanej w dniach 15–16 września 1995 r. w Rzeszowie. Rzeszów: Wydawnictwo Wyższej Szkoły Pedagogicznej w Rzeszowie, 1997. Brak numerów stron w książce Pod redakcją Czesława Kłaka.
- Stanisław Pigoń, Monika Żeromska: Korespondencja wzajemna (1952–1968). Rzeszów: Wydawnictwo Uniwersytetu Rzeszowskiego, 2004. Brak numerów stron w książce Do druku przygotował, wstępem i komentarzem opatrzyli Z.J. Adamczyk i A. Kowalczykowa. Pod redakcją Czesława Kłaka.
- Ignacy Chrzanowski, Stanisław Pigoń: Mistrz i uczeń. Korespondencja wzajemna (1914–1936). Rzeszów: Wydawnictwo Uniwersytetu Rzeszowskiego, 2005. Brak numerów stron w książce Do druku przygotował, wstępem i komentarzem opatrzył Czesław Kłak.
- Profesor z Komborni. Stanisław Pigoń w czterdziestą rocznicę śmierci. Kraków: Wydawnictwo Uniwersytetu Jagiellońskiego, 2010. Brak numerów stron w książce Pod redakcją Krzysztofa Fijołka. Redakcja naukowa: Franciszek Ziejka, Czesław Kłak, Janusz Gruchała.
- Stanisław Pigoń: „Z Komborni w świat. Wspomnienia młodości” oraz „Wspominki z obozu w Sachsenhausen (1939–1940)”. Krosno: Państwowa Wyższa Szkoła Zawodowa im. Stanisława Pigonia w Krośnie, 2019. Brak numerów stron w książce Wprowadzenie i komentarze w opracowaniu Czesława Kłaka[6][7].

## Odznaczenia i nagrody
- Krzyż Kawalerski Orderu Odrodzenia Polski[1];
- Złoty Krzyż Zasługi (1979)[1];
- Medal Komisji Edukacji Narodowej[1];
- Medal Uniwersytetu Rzeszowskiego[1];
- Nagroda II Stopnia Ministra Nauki i Szkolnictwa Wyższego za 1987 (1988)[1];
- Nagroda Rektora Wyższej Szkoły Pedagogicznej w Rzeszowie I stopnia (kilkakrotnie)[1].

## Ocena i odniesienia w kulturze
W 2005 ukazała się książka Literatura i jej konteksty. Prace ofiarowane Profesorowi Czesławowi Kłakowi pod redakcją Joanny Rusin i Kazimierza Maciąga.
Stanisław Koziara nazwał Czesława Kłaka „wytrawnym znawcą Pigoniowej spuścizny”.